# Tusk (película de 1980)
Tusk es una película infantil francesa del 1980, dirigida por el chileno multifacético Alejandro Jodorowsky en la India, basada en una novela de Reginald Campbell.

## Argumento
La película trata sobre una chica inglesa con una entrañable relación con un elefante indio muy apreciado con quien comparte un destino común.

## Comentarios
La película exhibe muy poco del peculiar talento de Jodorowsky, justificado por la falta de presupuesto cuando el productor se declaró en bancarrota, Jodorowsky considera Tusk "Igual de valiosa que El Topo, pero para niños" Y que la edición disponible no es el corte final.